# Iolau
Iolau ist ein osttimoresischer Ort im Suco Fatubossa (Verwaltungsamt Aileu, Gemeinde Aileu).

## Geographie
Iolau liegt im Norden der Aldeia Hoholete auf einer Meereshöhe von 1489 m. Das Dorf liegt an der Straße, die vom Ort Fatubossa (Aldeia Fatubossa) im Norden in das direkt benachbarte Hoholete (Aldeia Hoholete) im Süden führt. In Hoholete befindet sich auch in 600 Metern Entfernung die nächstgelegene Grundschule. Östlich von Iolau liegt das Dorf Liclaucana (Aldeia Liclaucana), westlich das Dorf Coulau (Aldeia Coulau).